# Seleção Argentina de Voleibol Masculino Sub-19
A Seleção Argentina de Voleibol Masculino Sub-19, também conhecida como Argentina Sub-19, é a seleção argentina de voleibol formada por jogadores com idade inferior a 19 anos. A equipe é mantida pela Federação de Voleibol Argentino (SL) e encontra-se na 10ª posição do ranking mundial da FIVB segundo dados de 4 de setembro de 2024.

## Resultados

### Jogos Olímpicos da Juventude
| Jogos Olímpicos de Verão da Juventude | Jogos Olímpicos de Verão da Juventude | Jogos Olímpicos de Verão da Juventude |
| Ano                                   | Sede                                  | Classificação                         |
| ------------------------------------- | ------------------------------------- | ------------------------------------- |
| 2010                                  | Singapura                             | 2º                                    |

### Campeonato Mundial
| Campeonato Mundial Sub-19 | Campeonato Mundial Sub-19 | Campeonato Mundial Sub-19 |
| Ano                       | Sede                      | Classificação             |
| ------------------------- | ------------------------- | ------------------------- |
| 1989                      | Dubai                     | 7º                        |
| 1991                      | Porto                     | 5º                        |
| 2001                      | Cairo                     | 9º                        |
| 2005                      | Argel–Orã                 | 4º                        |
| 2007                      | Tijuana–Mexicali          | 4º                        |
| 2009                      | Bassano–Jesolo            | 3º                        |
| 2011                      | Almirante–Bahía Blanca    | 5º                        |
| 2013                      | Tijuana–Mexicali          | 6º                        |
| 2015                      | Corrientes–Resistência    | 2º                        |
| 2017                      | Rifa–Issa                 | 12º                       |
| 2019                      | Tunes                     | 3º                        |
| 2021                      | Teerã                     | 5º                        |
| 2023                      | San Juan                  | 13º                       |
| 2025                      | Tasquente                 | 12º                       |

### Campeonato Sul-Americano
| Campeonato Sul-Americano Sub-19 | Campeonato Sul-Americano Sub-19 | Campeonato Sul-Americano Sub-19 |
| Ano                             | Sede                            | Classificação                   |
| ------------------------------- | ------------------------------- | ------------------------------- |
| 1978                            | Buenos Aires                    | 2º                              |
| 1980                            | São Paulo                       | 2º                              |
| 1982                            | Assunção                        | 2º                              |
| 1984                            | Santiago                        | 2º                              |
| 1986                            | Lima                            | 2º                              |
| 1988                            | Córdova                         | 2º                              |
| 1990                            | La Paz                          | 2º                              |
| 1992                            | Valencia                        | 2º                              |
| 1996                            | Assunção                        | 4º                              |
| 1998                            | Quito                           | 4º                              |
| 2000                            | Neuquén                         | 3º                              |
| 2002                            | Santiago                        | 2º                              |
| 2004                            | Cáli                            | 2º                              |
| 2006                            | Rosário                         | 2º                              |
| 2008                            | Poços de Caldas                 | 1º                              |
| 2010                            | La Guaira                       | 1º                              |
| 2012                            | Santiago                        | 2º                              |
| 2014                            | Paipa                           | 1º                              |
| 2016                            | Lima                            | 1º                              |
| 2018                            | Sopó                            | 2º                              |
| 2022                            | Araguari                        | 1º                              |
| 2024                            | Araguari                        | 1º                              |

### Copa Pan-Americana
Sem participação até o momento